# 王会军
王会军（1964年1月—），中国大气科学家。出生于黑龙江的一个乡村，1986年于北京大学地球物理系毕业，1991年获中国科学院大气物理研究所博士学位，留所做研究。1996年成为研究员。2001年成为大气所常务副所长，4年后升任所长。后来担任中国气象学会理事长、WCRP中国委员会主席等职。他曾获国家杰出青年基金、国家973项目首席科学家、何梁何利奖、国家自然科学奖二等奖。并且是挪威技术科学院和中国科学院的院士。
王会军否定了厄尔尼诺和南方涛动是中国季风气候和旱涝的最重要因素的观点，他发现南方涛动与东亚夏季风有几十年关系显著，而另几十年关系不明显。因而不能单纯拿南方涛动来做预测。他还发现东亚夏季风自1970年代变弱后，使得雨带难以北移，导致华北地区干旱。他还研究了南极涛动异常对长江流域降水、北方沙尘和北太平洋台风的影响。这些工作对预测中国的降雨有启发作用。